# Ситхоул, Холисва
Ксолисва Ситхоул (англ. Xoliswa Sithole; род. 1967, ЮАР) — южноафриканская актриса, режиссёр-документалист и продюсер. В 2005 году она выиграла премию BAFTA за документальный фильм «Сироты Нкандлы», а также Премию Пибоди в 2010 году за документальный фильм «Забытые дети Зимбабве».

## Биография
Ксолисва Ситхоул родилась в Южной Африке, после 1970 года жила в Зимбабве. Её мать умерла от осложнений вызванных СПИДом в 1995 году, двоюродный брат её отчима, Ндабанинги Ситхоул, был одним из основателей Африканского национального союза Зимбабве (ZANU). В 1987 году окончила Университет Зимбабве по специальности английский язык.
Как режиссёр-документалист  дебютировала фильмом «Shouting Silent» (2002), фильм посвящён опыты её собственной семьи в борьбе со СПИДом. В 2010 году сняла фильм «Забытые дети Зимбабве». В том же году этот фильм получил Премию Пибоди.
Она выступила ассоциированным продюсером фильма «Сироты Нкандлы» (2004), став первой южноафриканской женщиной, получившей в 2005 году премию BAFTA. Её фильмы отбираются на Африканский кинофестиваль в Нью-Йорке и на других международные фестивали. В 1999 году она представляла Южную Африку на Каннском кинофестивале.
Ситхоул как актриса снялась в лентах «Клич свободы» и «Мандела», а также сериал «Real Lives» для южноафриканского телевидения. Другие её кино- и телепроекты: «Дитя революции» (2005—2015), «Первый южноафриканец», «Возвращение в Зимбабве», «Мартина и Тандека» (2009), «Потерянные девушки» и «Падение» (2016).

## Награды и признание
- 2005 год: BAFTA за документальный фильм «Сироты Нкандлы».
- 2010 год: Приз Пибоди за документальный фильм «Забытые дети Зимбабве».